# فلووه‌ای

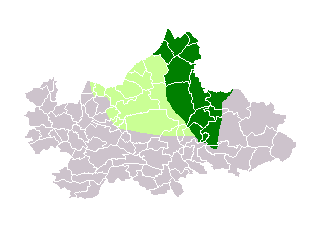
گستره فلووه‌ای

فلووه‌ای زبانی از دسته زبان‌های هلندی ساکسون پایین در منطقه فلووه در استان خلدرلاند در کشور هلند است. فلووه‌ای معمولاً به دو گویش اصلی فلووه‌ای شرقی و غربی تقسیم می‌شود، گرچه تفاوت این دو گویش تنها در دستور زبان است.
فلووه‌ای غربی بیش از فلووه‌ای شرقی از زبان هلندی متأثر بوده‌است و هرچه به سوی شرق پیش می‌رویم گویش‌ها از هلندی معیار دورتر می‌شوند. در بخش هاتم در شمال خلدرلاند، فلووه‌ای شرقی به شدت از زبان سالاندی تأثیر پذیرفته‌است.